# Windmotor Terhorne 2
De Windmotor Terhorne 2 is een poldermolen nabij het Friese dorp Terhorne, dat in de Nederlandse gemeente De Friese Meren ligt. De molen is een kleine Amerikaanse windmotor met een windrad van acht bladen, waarvan het bouwjaar niet bekend is. De Molen werd vervaardigd door de firma Bakker uit IJlst. De molen staat ongeveer een halve kilometer ten oosten van het dorp op het eiland Kleinzand / Breefenne en bemaalt het eiland.